# Habiba Alsafar
Habiba Sayeed Alsafar (en árabe: حبيبة الصفار‎, 1977) es una genetista, ingeniera biomédica y académica emiratí. Es reconocida por su trabajo en la identificación de factores de riesgo genéticos para la diabetes en la población beduina nativa de los Emiratos Árabes Unidos, y ocupó el puesto 52 entre las "100 mujeres árabes más poderosas" de 2015 de la revista Arabian Business. En 2016, fue galardonada con el Premio L'Oréal-UNESCO a Mujeres en Ciencia.

## Trayectoria
Alsafar obtuvo una licenciatura en bioquímica en la Universidad Estatal de San Diego en 2002 y posteriormente una maestría en ingeniería médica en la Universidad de Liverpool en 2003. Obtuvo su doctorado en ciencias médicas y forenses de la Universidad de Australia Occidental en 2010. Trabajó como experta forense para la policía de Dubai durante varios años y luego se unió a la Universidad Khalifa como profesora asistente de ingeniería biomédica en 2011.
El principal interés de investigación de Alsafar se refiere al estudio del genoma de los beduinos nativos de los Emiratos Árabes Unidos para identificar genes específicos que predisponen a las enfermedades. Como parte de su tesis doctoral, creó el Registro de Familias de los Emiratos en 2007, que finalmente almacenó muestras de ADN de más de 26.000 voluntarios, 1.700 de los cuales eran de etnia beduina. Realizó el primer y mayor estudio de asociación del genoma completo de la población beduina de los Emiratos, que identificó cinco genes exclusivos asociados con la diabetes mellitus tipo 2, siendo el vínculo más fuerte con el gen PRKD1. Sus hallazgos se publicaron en la Revista Internacional de Diabetes y Metabolismo en 2011. Según Alsafar, fue el primer estudio de este tipo que analizó la composición genética de una población árabe con respecto a la diabetes. Se dice que los Emiratos Árabes Unidos tienen la segunda tasa más alta de diabetes en todo el mundo.
En 2015, fue nombrada miembro de la Comunidad de Jóvenes Científicos del Foro Económico Mundial y también ha formado parte del Global Future Council on Biotechnologies del Foro Económico Mundial (2016-2018). Desde 2016, Alsafar es miembro del Consejo de Científicos de los EAU, y miembro del Consejo Futuro de Salud y Bienestar de Dubái desde 2019.

## Reconocimientos
En 2014, Mohammed bin Rashid Al Maktoum, emir de Dubái, le concedió la medalla de honor de los Emiratos Árabes Unidos por su trabajo en la creación de un mapa genético para la prevención y detección precoz de la diabetes. Ese mismo año, también recibió el Premio Internacional de los Emiratos de Prevención de Enfermedades Genéticas y recibió múltiples becas de la Fundación Al Jalila. 
En 2016, Alsafar fue galardonada con el Premio L'Oréal-UNESCO a Mujeres en Ciencia.

## Publicaciones (selección)
- O'Day, Elizabeth (14 de septiembre de 2018). «Advanced Diagnostics for Personalized Medicine». Scientific American.
- Al Safar, Habiba S.; Cordell, Heather J.; Jafer, Osman; Anderson, Denise; Jamieson, Sarra E.; Fakiola, Michaela; Khazanehdari, Kamal; Tay, Guan K. et al. (November 2013). «A Genome-Wide Search for Type 2 Diabetes Susceptibility Genes in an Extended Arab Family: GWAS for T2D in an Arab Family». Annals of Human Genetics (en inglés) 77 (6): 488-503. PMID 23937595. doi:10.1111/ahg.12036.
- Alsafar, Habiba; Jama-Alol, Khadra A.; Hassoun, Ahmed A. K.; Tay, Guan K. (March 2012). «The prevalence of Type 2 Diabetes Mellitus in the United Arab Emirates: justification for the establishment of the Emirates Family Registry». International Journal of Diabetes in Developing Countries (en inglés) 32 (1): 25-32. ISSN 0973-3930. doi:10.1007/s13410-012-0062-6.
- Al Safar, Habiba S.; Abidi, Fatima H.; Khazanehdari, Kamal A.; Dadour, Ian R.; Tay, Guan K. (February 2011). «Evaluation of different sources of DNA for use in genome wide studies and forensic application». Applied Microbiology and Biotechnology (en inglés) 89 (3): 807-815. ISSN 0175-7598. PMID 20978755. doi:10.1007/s00253-010-2926-3.
- Al Safar HS; Jamieson S; Cordell H; Blackwell J; Tay GK (2011). «Heritability of Quantitative Traits Associated with Type 2 Diabetes in an Extended Family from the United Arab Emirates». Int J Diabetes & Metab 19: 56-62.